# Fred Karno
Fred Karno (ur. 26 marca 1866 w Exeter jako Frederick John Westcott, zm. 17 września 1941 w Lilliput w hrabstwie Dorset) – brytyjski impresario teatralny oraz artysta wodewilowy i slapstickowy. Uznawany za twórcę nowej formy gagów bez dialogu dla londyńskiego teatru i popularyzatora żartu polegającego na rzucaniu tortem w twarz.
Zaczynał karierę jako akrobata cyrkowy, później występował solowo bądź z trupą The Four Aubreys. W 1888 zaczął posługiwać się nazwiskiem Carno, a w 1914 sądownie przyjął nazwisko Karno. Prowadził agencję artystyczną Karno Company, z którą współpracował m.in. Charlie Chaplin i Arthur Stanley Jefferson. Wraz ze wzrostem popularności kina i w związku ze spadkiem zainteresowania music-hallami w 1927 ogłosił bankructwo. Dwa lata później wyjechał do USA, gdzie został reżyserem i scenarzystą w Hal Roach Studios, jednak już w lutym 1930 zakończył współpracę w firmie, po czym wrócił do Anglii. Współtworzył kilka filmów krótkometrażowych, a w 1932 wystawił premierowo sztukę Real Life.
W 1889 ożenił się z Edith Cuthbert, z którą miał syna Freda jr. (1891–1961). Regularnie zdradzał żonę i sypiał z kandydatkami zainteresowanymi pracą w Karmo Company; wśród jego kochanek znalazły się m.in. Elsie Manners, Phyllis Dixey i tancerka Harriet Morrison. Od 1904 pozostawał w separacji z żoną, a po jej śmierci w 1927 poślubił Marie Moore.